# 東野村 (愛知県)
東野村（ひがしのむら）は、かつて愛知県丹羽郡にあった村。
現在の江南市西部（東野町・上奈良町・島宮町）に該当する。

## 歴史
- 1889年（明治22年）10月1日 - 町村制により、東野村が発足。
- 1906年（明治39年）5月1日 - 古知野町、両高屋村、和勝村、旭村、及び栄村の一部、秋津村の一部と合併し、改めて古知野町が発足。同日東野村廃止。